# Kenya aux Jeux olympiques d'hiver de 2002
Cet article contient des informations sur la participation et les résultats du Kenya aux Jeux olympiques d'hiver de 2002.
Le Kenya était représenté par 1 seul athlète aux Jeux olympiques d'hiver de 2002 à Salt Lake City (États-Unis).

## Ski de fond
- Philip Boit